# Sankt Veit in der Südsteiermark
Sankt Veit in der Südsteiermark est une commune depuis 2015 dans le district de Leibnitz en Styrie, en Autriche.
La commune a été créée dans le cadre de la réforme structurelle municipale Styrie, à la fin de 2014, en fusionnant les anciennes communes de Sankt Veit am Vogau et de Sankt Nikolai ob Draßling district de Leibnitz et la commune de Weinburg am Saßbach dans le district de Südoststeiermark.
Les frontières du district de Südoststeiermark et du district de Leibnitz ont été déplacées, de sorte que la nouvelle municipalité se situe complètement dans le district de Leibnitz.